# Michel Bassolé
Michel Bassolé (ur. 18 lipca 1972 w Abidżanie) – piłkarz z Wybrzeża Kości Słoniowej występujący na pozycji pomocnika lub napastnika.

## Kariera klubowa
Bassolé karierę rozpoczynał w 1990 roku w zespole ASEC Mimosas. W latach 1990–1994 pięć razy z rzędu zdobył z nim mistrzostwo Wybrzeża Kości Słoniowej. W 1990 roku wywalczył z nim też Puchar Wybrzeża Kości Słoniowej. W 1995 roku został graczem saudyjskiego Ettifaq, gdzie spędził sezon 1995/1996. W sezonie 2001/2002 był zawodnikiem francuskiego AC Ajaccio, występującego w Ligue 2. W jego barwach rozegrał 1 spotkanie w tych rozgrywkach. Następnie odszedł do AS Porto-Vecchio z piątej ligi. W 2004 roku zakończył tam karierę.

## Kariera reprezentacyjna
W latach 1990–1997 w reprezentacji Wybrzeża Kości Słoniowej Bassolé rozegrał 23 spotkania i zdobył 3 bramki. W 1994 roku znalazł się w drużynie na Puchar Narodów Afryki. Zagrał na nim w spotkaniach ze Sierra Leone (4:0), Ghaną (2:1), Nigerią (2:2, 2:4 w rzutach karnych; 2 gole) i Mali (3:1), a Wybrzeże Kości Słoniowej zajęło 3. miejsce w turnieju.
W 1996 roku ponownie został powołany do kadry na Puchar Narodów Afryki. Wystąpił na nim w meczach z Mozambikiem (1:0) i Tunezją (1:3), a Wybrzeże Kości Słoniowej zakończyło turniej na fazie grupowej.